# Ruwsporig oorzwammetje
Het ruwsporig oorzwammetje (Crepidotus subverrucisporus) is een schimmel in de familie Crepidotaceae. Hij leeft saprotroof op dood hout. Hij veroorzaakt witrot op takjes en takken van loofbomen.

## Kenmerken
De sporen meten 7-9 × 4,5-6 (Q=1,4 tot 1,7). Er zijn gespen aanwezig op de septen van de hyfen.

## Verspreiding
In Nederland komt het ruwsporig oorzwammetje zeer zeldzaam voor.